# Grammosolen truncatus
Grammosolen truncatus là loài thực vật có hoa trong họ Cà. Loài này được (Ising) Haegi mô tả khoa học đầu tiên năm 1981.